# El Frontón (San Miguel de Abona)
El Frontón es una de las entidades de población que conforman el municipio de San Miguel de Abona, en la isla de Tenerife, Canarias, España.

## Características
Está situado a 3,4 kilómetros del casco urbano de San Miguel de Abona. Alcanza una altitud media de 854 m s. n. m.
Cuenta con una ermita dedicada a la Virgen del Puerto, un tanatorio municipal, dos centros culturales y con un polideportivo.
En su paisaje destacan las Montañas de Tilena, un antiguo cono volcánico.

## Historia
A mediados del siglo xix Pedro de Olive, en su Diccionario estadístico-administrativo de las Islas Canarias, describe El Frontón de la siguiente manera:

FRONTÓN DE SAN MIGUEL. Caserío situado en término jurisdiccional de San Miguel, partido judicial de la Orotava, isla de Tenerife. Dista de la cabeza del distrito municipal 1 kilómetro 251 metros, y lo componen 21 edificios de un piso habitados 18 constantemente por 17 vecinos 75 almas y 3 temporalmente.
Pedro de Olive, 1865.

La ermita de El Frontón fue inaugurada en 1978, habiendo sido construida sobre solares donados por los vecinos. La imagen fue donada por las cofradías de la Virgen del Puerto de Madrid y Plasencia en ese año, siendo una réplica de la imagen placentina.

## Demografía
| Año        | 2000 | 2001 | 2002 | 2003 | 2004 | 2005 | 2006 | 2007 | 2008 | 2009 | 2010 | 2011 | 2012 | 2013 | 2014 |
| ---------- | ---- | ---- | ---- | ---- | ---- | ---- | ---- | ---- | ---- | ---- | ---- | ---- | ---- | ---- | ---- |
| Habitantes | 197  | 210  | 208  | 217  | 213  | 215  | 226  | 236  | 249  | 268  | 281  | 275  | 289  | 284  | 287  |

## Fiestas
En El Frontón se celebran fiestas patronales en honor a la Virgen del Puerto durante el mes de mayo, con actos religiosos y populares.

## Comunicaciones
Se llega al barrio principalmente por la carretera a Vilaflor TF-563. De esta carretera parte un pequeño ramal que comunica con el núcleo urbano, la TF-561.

### Transporte público
En autobús —guagua— queda el municipio conectado mediante la siguiente línea de TITSA:
| Línea | Trayecto                        | Recorrido     |
| ----- | ------------------------------- | ------------- |
| 416   | Granadilla - Adeje (Los Olivos) | Horario/Línea |

## Lugares de interés
- Mirador de El Frontón